# Avenida Rodríguez del Busto
La avenida Rodríguez del Busto es una arteria en el sector noroeste de la Ciudad de Córdoba (Argentina).
El mismo cuenta con dos sentidos y dos carriles con un carril para cada sentido, en excepción la zona de los barrios en altura Milenica donde se extiende a dos carriles para cada sentido.
Sobre su traza se encuentran dos importantes centros comerciales y un estadio: Hipermercado Libertad, Dinosaurio Mall y el Orfeo Superdomo.
Sobre la avenida circulan cuatro líneas de colectivos del transporte urbano de pasajeros: la línea N4, la línea A6 y las líneas 600 y 601. Su toponimia se debe a que homenajea a quien fue intendente de la ciudad en el año 1887, Antonio Rodríguez del Busto